# چیورنی بوگور
چیورنی بوگور (به لاتین: Chyorny Bugor) یک منطقهٔ مسکونی در روسیه است که در استان آستراخان واقع شده‌است.